# Massacres hamidiens
Les massacres hamidiens sont les premiers actes criminels de grande ampleur perpétrés contre les Arméniens de l'Empire ottoman, entre 1894 et 1896 sous le règne du sultan Abdülhamid II, connu en Europe sous le nom de « Sultan Rouge » ou encore de « Grand Saigneur ». Le qualificatif fait référence au nom du sultan Abdülhamid II sous le règne duquel eurent lieu ces massacres. Bien que l'historiographie traditionnelle occidentale tende à lui attribuer ces massacres, le sultan en personne ne les a jamais commandés, le caractère spontané de ces tueries étant le résultat d'une action populaire et réactionnaire soutenue et/ou organisée par les milices locales. Les massacres ont visé principalement les Arméniens, mais ont touché également des chrétiens syriaques, comme à Diyarbakır où la tuerie fit 25 000 morts.
Les massacres commencèrent en 1894 pour gagner en ampleur dans les années 1894-1895 et diminuer progressivement en 1897 sous la pression des condamnations internationales. Le nombre des victimes n'est pas connu avec exactitude et se situerait selon les auteurs entre 80 000 et 300 000.

## Contexte

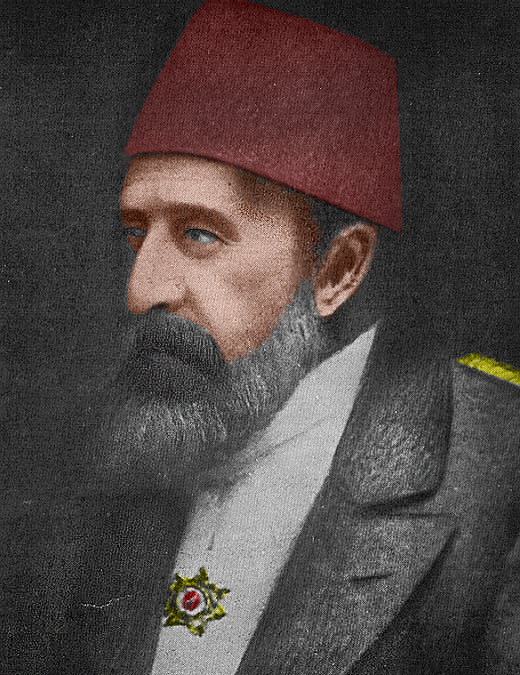
Image du sultan de l’empire Abdul Hamid II.

L'hostilité envers les Arméniens se nourrit de la position de plus en plus précaire de l'Empire ottoman au cours du dernier quart du XIXe siècle. Les Ottomans ont perdu les Balkans et doivent affronter des courants nationalistes exigeant l'autonomie, voire l'indépendance. Les Arméniens luttent depuis le début des années 1870 pour obtenir des réformes civiles et fiscales et d'une façon générale pour l'égalité des droits avec les musulmans. Les dirigeants ottomans y voient une menace pour le caractère islamique de l'empire et pour son existence même.
La victoire russe lors de la guerre de 1877-1878, associée à la crise financière que subit l'empire depuis 1873 et qui place celui-ci sous la quasi-tutelle fiscale des puissances occidentales suscitent des espoirs de libération chez les Arméniens. Mais le congrès de Berlin maintient la majorité des territoires arméniens sous le joug ottoman. Des agitations sociales ont lieu à Merzifon (1892) et à Tokat (1893) protestant contre l'usurpation des terres, le pillage des Kurdes et des Circassiens, les irrégularités dans la collecte des impôts, le refus d'accepter les chrétiens comme témoins dans les procès. Le sultan n'était cependant pas prêt à renoncer à son pouvoir. L'historien turc et biographe d'Abdülhamid, Osman Nuri, observe que « la simple mention du mot “réforme” irrite Abdul Hamid, et excite ses instincts criminels ».
Les provinces orientales de l'Anatolie étaient une zone d'insécurité, eu égard à la faiblesse de l'empire. Des bandes d'irréguliers kurdes attaquaient régulièrement les villages arméniens. Faute de pouvoir y mettre un terme, le sultan Abdülhamid leur donnait une quasi-caution officielle. Ces bandits étaient connus sous le nom d'Alaylari Hamidiye (appartenant à Hamid).
Pour leur défense, les Arméniens s'organisent en formations révolutionnaires dans les années 1880 : le Dachnak, l'Arménakan, le Hentchak.

## Révolte du Sassoun
En 1894, des tensions naissent entre les agriculteurs arméniens et les tribus kurdes qui harcèlent les populations, signe précurseur d'un premier massacre. Cette persécution renforce le sentiment nationaliste parmi les Arméniens. La première révolte notable de la résistance arménienne a lieu au Sassoun. Des militants Hentchak, Mihran Damadian, Hampartsoum Boyadjian et Hrayr, encouragent la résistance du fait de l'inaction du gouvernement contre la persécution et la double imposition fiscale exercée par l'État central turc et des féodaux kurdes. La Fédération révolutionnaire arménienne arme les habitants de la région. Les Arméniens font face à l'armée ottomane et aux irréguliers kurdes au Sassoun, mais doivent se rendre devant la supériorité des adversaires et l'assurance turque d'une amnistie qui ne sera jamais respectée.
Pour éliminer toute résistance, le gouverneur local incite les musulmans à se mobiliser contre les Arméniens. L'historien Lord Kinross écrit que les massacres de ce genre étaient souvent canalisés en rassemblant les musulmans dans la mosquée locale et en affirmant que les Arméniens avaient pour but de détruire l'islam. La violence se répand et gagne rapidement la plupart des villes arméniennes.

## Les massacres

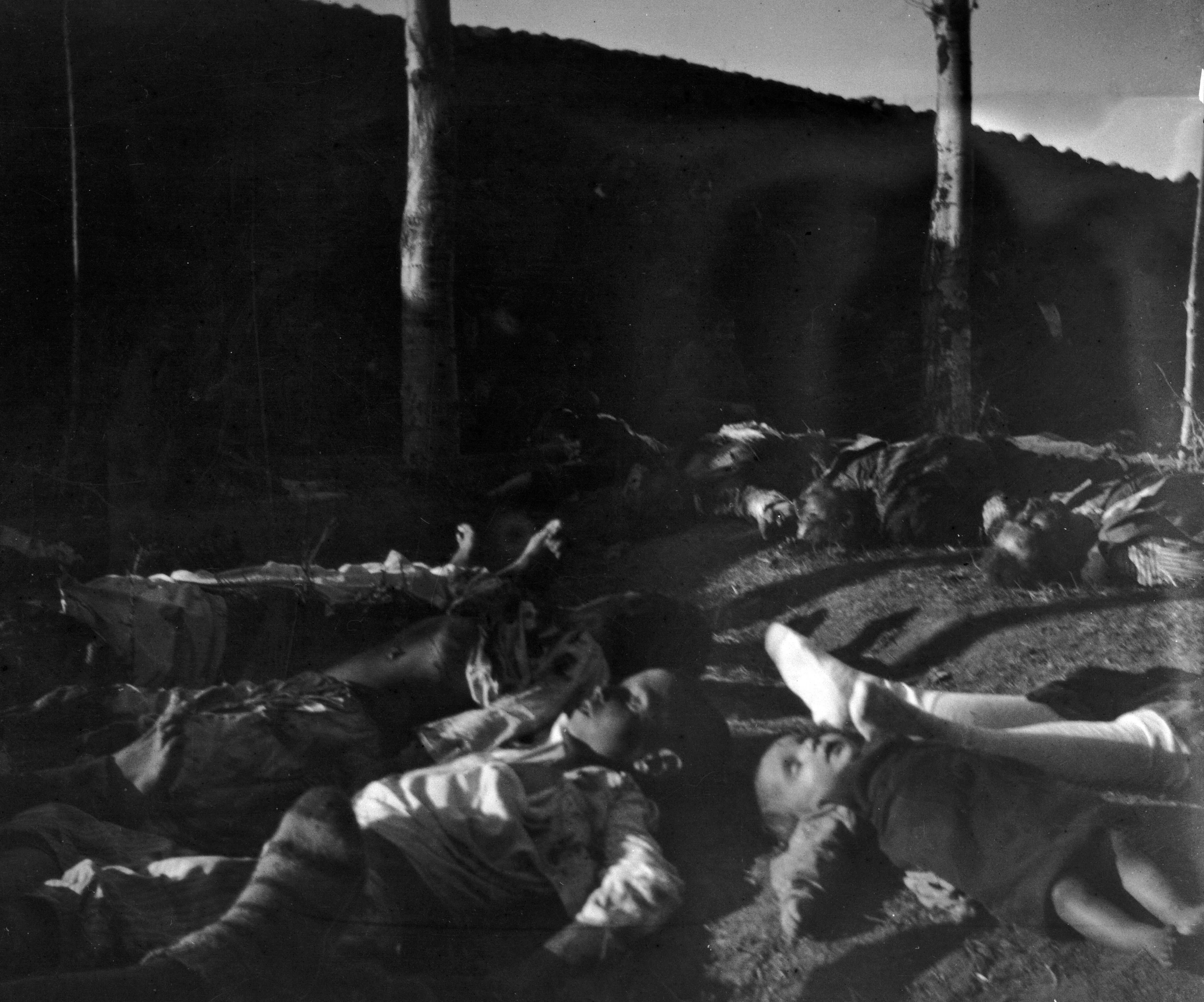
Cadavres d'enfants arméniens après les massacres d'Erzurum, le 30 octobre 1895.

En octobre 1895, les grandes puissances (Royaume-Uni, France et Russie) interviennent auprès du sultan pour qu'il réduise les pouvoirs de l'Alaylari Hamidiye. Le 30 septembre 1895, deux mille Arméniens défilent à Constantinople lors de la manifestation de Bab Ali et pétitionnent pour la mise en œuvre des réformes. La police ottomane disperse violemment la foule. Aussitôt les massacres d'Arméniens éclatent à Constantinople, puis s'étendent aux autres provinces peuplées d'Arméniens : Bitlis, Diyarbakir, Erzeroum, Kharpout, Sivas, Trabzon et Van. Des milliers d'Arméniens sont tués par leurs voisins musulmans et les forces gouvernementales, et bien d'autres succombent pendant l'hiver froid de 1895-1896. La pire des atrocités a lieu à Ourfa où les troupes ottomanes brûlent la cathédrale arménienne dans laquelle se sont réfugiés trois mille Arméniens, et tirent sur ceux qui tentent de s'échapper.
Les tueries se poursuivent jusqu'en 1897. En trois ans, il y a entre 200 000 et 250 000 victimes, sans compter les pillages, dépossessions et enlèvements de femmes ; 350 villages sont rayés de la carte, 645 églises détruites. Il faut considérer aussi que cent mille Arméniens choisissent l'exil dans les pays occidentaux ou en Russie et que quelques dizaines de milliers se réfugient dans les provinces occidentales de l'Empire ottoman. Tous les révolutionnaires arméniens ont été tués ou se sont exilés en Russie. Le gouvernement ottoman dissout les mouvements politiques arméniens. Pour Vahakn Dadrian, ces massacres ont une dimension « proto-génocidaire » et constituent le prélude expérimental au génocide de 1915.
Certains groupes non-arméniens ont également été poursuivis pendant ces trois années. L'Alaylari Hamidiye a en effet perpétré des massacres d'Assyriens à Diyarbakir, Hasankeyef, Sivas et dans d'autres parties de l'Anatolie.

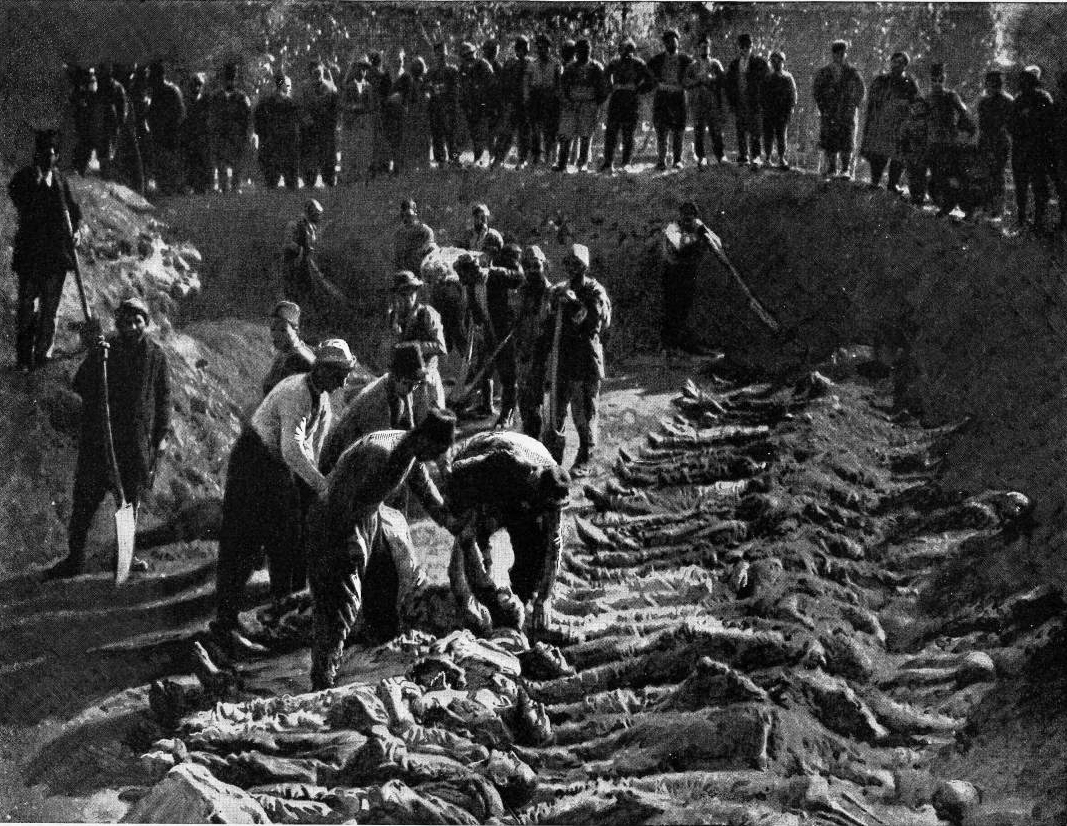
Dépouilles d'Arméniens au cimetière d'Erzeroum, en 1895.
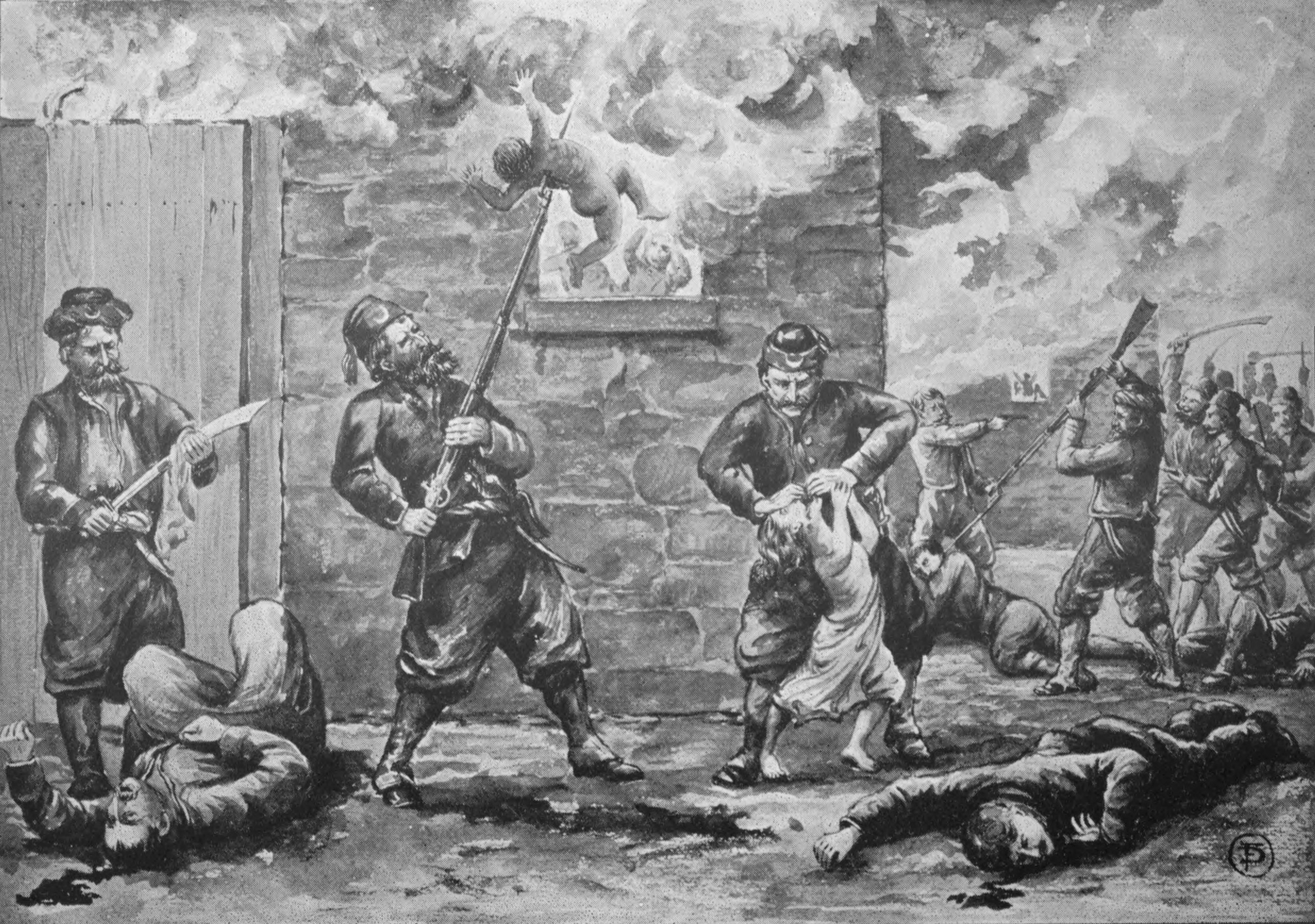
La Turquie et les atrocités arméniennes, d'après un témoin oculaire, 1896.
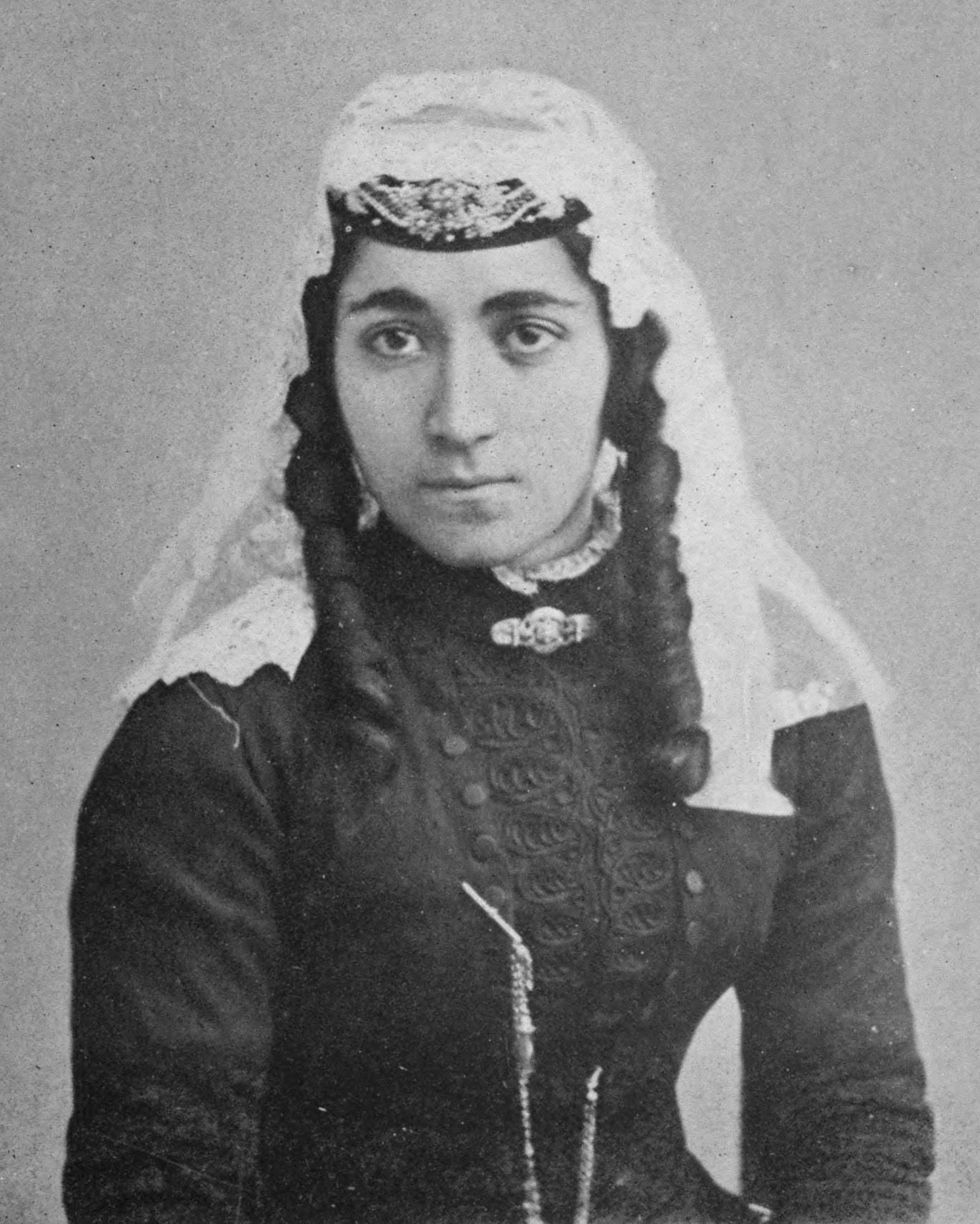
Portrait d'une femme arménienne, en 1896.
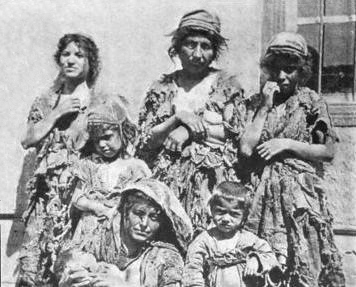
Orphelins et rescapées, publication de 1917.

## Réactions internationales

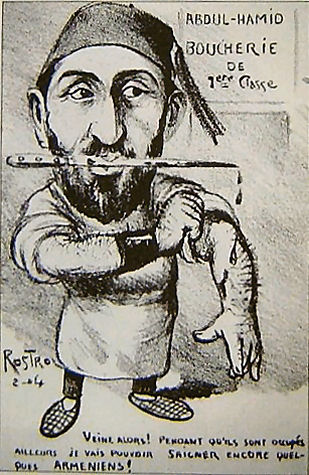
Caricature du sultan Abdülhamid II, à la suite des massacres hamidiens.

La nouvelle des massacres est largement rapportée en Europe et aux États-Unis et suscite de vives réactions de la part des gouvernements étrangers et des organisations humanitaires.
Jean Jaurès dénonce le massacre des populations arméniennes dans un discours à la Chambre des députés le 3 novembre 1896,.
En 1896, au plus fort des massacres, Abdülhamid tente de limiter l'impact des protestations internationales. L'hebdomadaire américain Harper est interdit par la censure ottomane pour sa couverture des massacres.

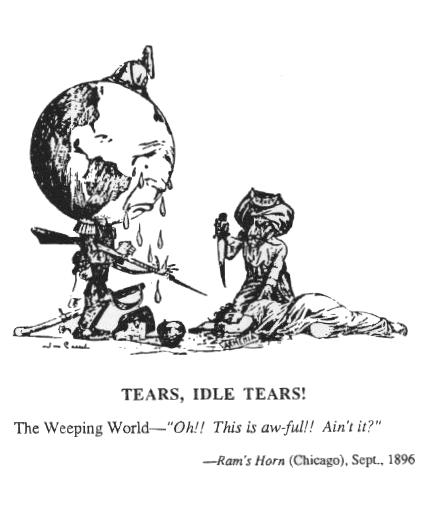
Caricature américaine face aux massacres, 1896.
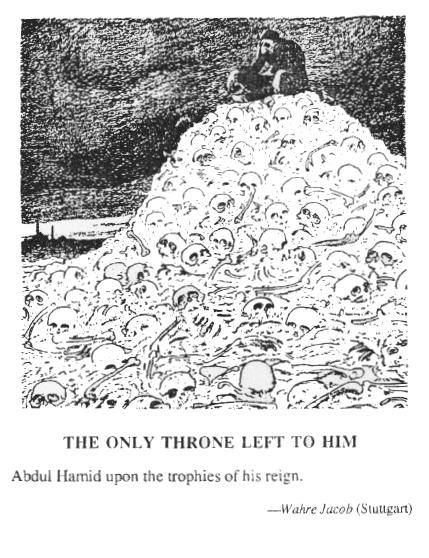
Abdul Hamid assis sur son trône de cadavres, caricature allemande av. 1899.
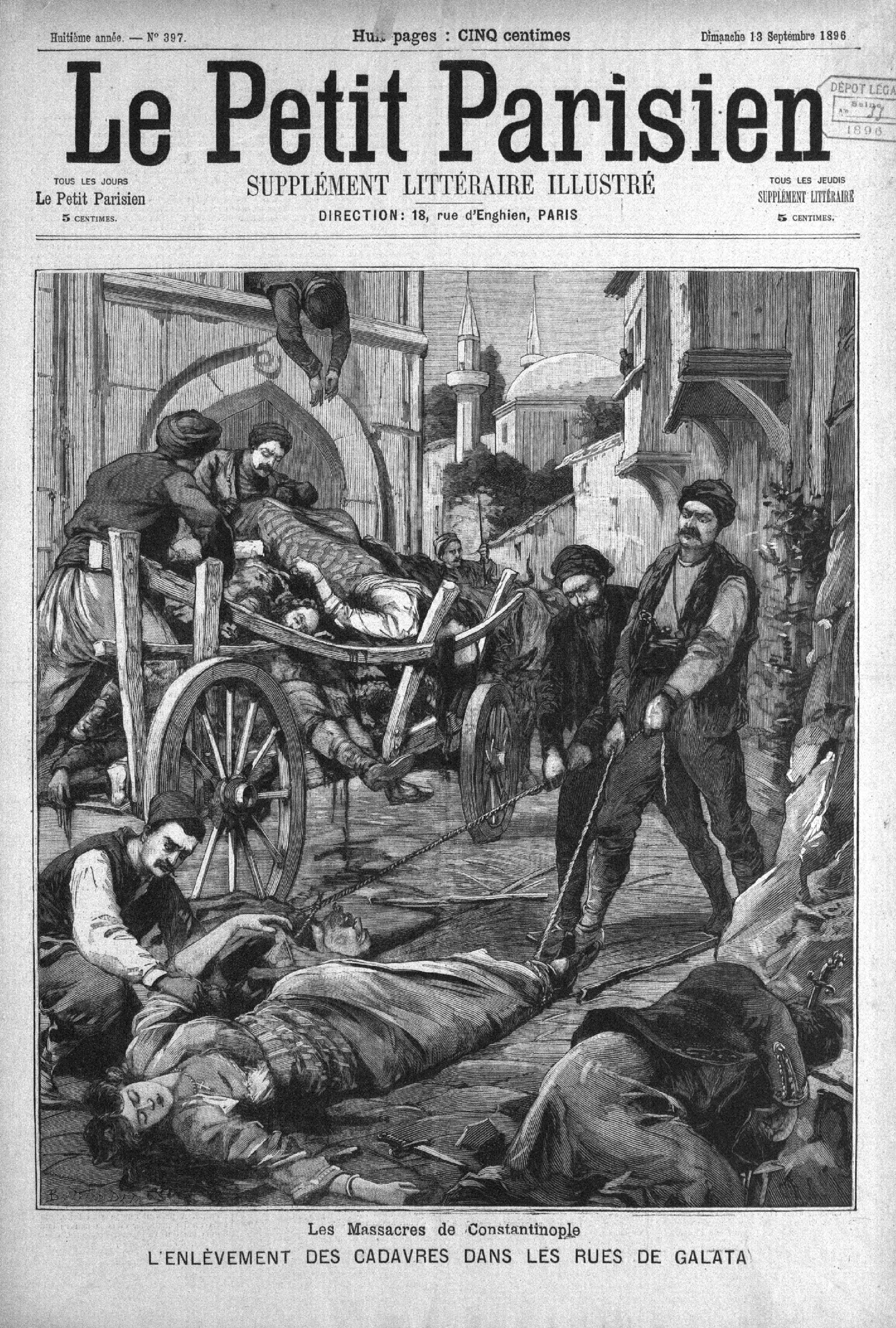
Massacre à Constantinople, Le Petit Parisien, 13 septembre 1896[15].